# 廷格斯海姆
廷格斯海姆是德国巴伐利亚州的一个市镇。总面积11.06平方公里，总人口2661人，其中男性1308人，女性1353人（2011年12月31日），人口密度241人/平方公里。